# Europese weg 852
De Europese Weg 852 of E852 is een Europese weg die loopt van Ohrid in Noord-Macedonië naar de grens met Albanië.

## Algemeen
De Europese weg 852 is een Klasse B-verbindingsweg en verbindt het Macedonische Ohrid met de grens met Albanië nabij Cafasan en komt hiermee op een afstand van ongeveer 30 kilometer. De route is door de UNECE als volgt vastgelegd: Ohrid - Grens met Albanië.